# Élections législatives de 2017 dans la Nièvre
Les élections législatives françaises de 2017 se déroulent les 11 et 18 juin 2017. Dans le département de la Nièvre, deux députés sont à élire dans le cadre de deux circonscriptions.

## Élus
| Circonscription                                 | Député sortant              | Parti | Parti | Député élu ou réélu | Parti | Parti |
| ----------------------------------------------- | --------------------------- | ----- | ----- | ------------------- | ----- | ----- |
| 1re                                             | Martine Carrillon-Couvreur* |       | PS    | Perrine Goulet      |       | LREM  |
| 2e                                              | Christian Paul              |       | PS    | Patrice Perrot      |       | LREM  |
| * député sortant ne se représentant pas en 2017 |                             |       |       |                     |       |       |

## Rappel des résultats départementaux des élections de 2012
| Parti          | Parti                             | Premier tour | Premier tour | Second tour | Second tour | Sièges |  |
| Parti          | Parti                             | Voix         | %            | Voix        | %           | Sièges |  |
| -------------- | --------------------------------- | ------------ | ------------ | ----------- | ----------- | ------ |  |
|                | Parti socialiste                  | 44 361       | 46,81        | 56 399      | 63,62       | 2      |  |
|                | Europe Écologie Les Verts         | 3 274        | 3,45         |             |             | 0      |  |
|                | Majorité présidentielle           | 47 635       | 50,26        | 56 399      | 63,62       | 2      |  |
|                |                                   |              |              |             |             |        |  |
|                | Union pour un mouvement populaire | 19 774       | 20,87        | 32 246      | 36,38       | 0      |  |
|                | Parti radical                     | 2 384        | 2,52         |             |             | 0      |  |
|                | Divers droite dont DLR, PCD       | 1 241        | 1,31         | 0           |             |        |  |
|                | Droite parlementaire              | 23 399       | 24,69        | 32 246      | 36,38       | 0      |  |
|                |                                   |              |              |             |             |        |  |
|                | Front national                    | 13 529       | 14,28        |             |             | 0      |  |
|                | Front de gauche                   | 7 046        | 7,43         | 0           |             |        |  |
|                | Extrême gauche dont LO et NPA     | 1 133        | 1,20         | 0           |             |        |  |
|                | Mouvement démocrate               | 806          | 0,85         | 0           |             |        |  |
|                | Divers                            | 691          | 0,73         | 0           |             |        |  |
|                | Divers écologiste dont AÉI        | 530          | 0,56         | 0           |             |        |  |
|                |                                   |              |              |             |             |        |  |
| Inscrits       | Inscrits                          | 164 881      | 100,00       | 164 891     | 100,00      | 2      |  |
| Abstentions    | Abstentions                       | 68 288       | 41,42        | 72 085      | 43,72       |        |  |
| Votants        | Votants                           | 96 593       | 58,58        | 92 806      | 56,28       |        |  |
| Blancs et nuls | Blancs et nuls                    | 1 824        | 1,89         | 4 161       | 4,48        |        |  |
| Exprimés       | Exprimés                          | 94 769       | 98,11        | 88 645      | 95,52       |        |  |

## Résultats

### Résultats à l'échelle du département
|                                            |                                      |                           |                           |                          |                          |
|                                            |                                      | Premier tour 11 juin 2017 | Premier tour 11 juin 2017 | Second tour 18 juin 2017 | Second tour 18 juin 2017 |
|                                            |                                      |                           |                           |                          |                          |
|                                            |                                      | Nombre                    | % des inscrits            | Nombre                   | % des inscrits           |
| Inscrits                                   | Inscrits                             | 159 297                   | 100,00                    | 159 285                  | 100,00                   |
| Abstentions                                | Abstentions                          | 78 565                    | 49,32                     | 87 264                   | 54,78                    |
| Votants                                    | Votants                              | 80 732                    | 50,68                     | 72 021                   | 45,22                    |
|                                            |                                      |                           | % des votants             |                          | % des votants            |
| Bulletins blancs                           | Bulletins blancs                     | 1 614                     | 2,00                      | 6 148                    | 8,54                     |
| Bulletins nuls                             | Bulletins nuls                       | 651                       | 0,81                      | 3 005                    | 4,17                     |
| Suffrages exprimés                         | Suffrages exprimés                   | 78 467                    | 97,19                     | 62 868                   | 87,29                    |
|                                            |                                      |                           |                           |                          |                          |
| Étiquette politique                        | Étiquette politique                  | Voix                      | % des exprimés            | Voix                     | % des exprimés           |
|                                            |                                      |                           |                           |                          |                          |
|                                            | La République en marche              | 26 874                    | 34,25                     | 37 597                   | 59,80                    |
|                                            | Parti socialiste                     | 12 456                    | 15,87                     | 15 686                   | 24,95                    |
|                                            | Front national                       | 12 166                    | 15,50                     | 9 585                    | 15,25                    |
|                                            | La France insoumise                  | 8 294                     | 10,57                     |                          |                          |
|                                            | Les Républicains                     | 3 805                     | 4,85                      |                          |                          |
|                                            | Union des démocrates et indépendants | 3 325                     | 4,24                      |                          |                          |
|                                            | Parti communiste français            | 3 094                     | 3,94                      |                          |                          |
|                                            | Écologiste                           | 2 304                     | 2,94                      |                          |                          |
|                                            | Divers droite                        | 2 036                     | 2,59                      |                          |                          |
|                                            | Debout la France                     | 1 779                     | 2,27                      |                          |                          |
|                                            | Divers                               | 1 140                     | 1,45                      |                          |                          |
|                                            | Extrême gauche                       | 654                       | 0,83                      |                          |                          |
|                                            | Extrême droite                       | 397                       | 0,51                      |                          |                          |
|                                            | Parti radical de gauche              | 143                       | 0,18                      |                          |                          |
| Source : Ministère de l'Intérieur - Nièvre |                                      |                           |                           |                          |                          |

### Résultats par circonscription

#### Première circonscription
Député sortant : Martine Carrillon-Couvreur (Parti socialiste).
|                                                                           | |                           |                           |                          |                          |
|                                                                           | | Premier tour 11 juin 2017 | Premier tour 11 juin 2017 | Second tour 18 juin 2017 | Second tour 18 juin 2017 |
|                                                                           | |                           |                           |                          |                          |
|                                                                           | | Nombre                    | % des inscrits            | Nombre                   | % des inscrits           |
| Inscrits                                                                  | Inscrits                                                                                               | 76 913                    | 100,00                    | 76 910                   | 100,00                   |
| Abstentions                                                               | Abstentions                                                                                            | 40 114                    | 52,16                     | 44 414                   | 57,75                    |
| Votants                                                                   | Votants                                                                                                | 36 799                    | 47,84                     | 32 496                   | 42,25                    |
|                                                                           | |                           | % des votants             |                          | % des votants            |
| Bulletins blancs                                                          | Bulletins blancs                                                                                       | 839                       | 2,28                      | 3 188                    | 9,81                     |
| Bulletins nuls                                                            | Bulletins nuls                                                                                         | 234                       | 0,64                      | 1 009                    | 3,10                     |
| Suffrages exprimés                                                        | Suffrages exprimés                                                                                     | 35 726                    | 97,08                     | 28 299                   | 87,08                    |
|                                                                           | |                           |                           |                          |                          |
| Étiquette politique                                                       | Étiquette politique                                                                                    | Voix                      | % des exprimés            | Voix                     | % des exprimés           |
|                                                                           | |                           |                           |                          |                          |
|                                                                           | Perrine Goulet La République en marche                                                                 | 12 431                    | 34,80                     | 18 714                   | 66,13                    |
|                                                                           | Pauline Vigneron Front national                                                                        | 5 679                     | 15,90                     | 9 585                    | 33,87                    |
|                                                                           | Gaëtan Gorce Parti socialiste                                                                          | 4 642                     | 12,99                     |                          |                          |
|                                                                           | Marie-Claude Taurel La France insoumise                                                                | 3 950                     | 11,06                     |                          |                          |
|                                                                           | Guillaume Maillard Union des démocrates et indépendants (Les Républicains)                             | 3 324                     | 9,30                      |                          |                          |
|                                                                           | François Diot Parti communiste français                                                                | 1 569                     | 4,39                      |                          |                          |
|                                                                           | Jean-Louis Auberget Debout la France                                                                   | 969                       | 2,71                      |                          |                          |
|                                                                           | Sylvie Dupart-Muzerelle Europe Écologie Les Verts                                                      | 923                       | 2,58                      |                          |                          |
|                                                                           | Patricia Gaudry Divers droite                                                                          | 598                       | 1,67                      |                          |                          |
|                                                                           | Sylvie Cardona Divers (Parti animaliste)                                                               | 443                       | 1,24                      |                          |                          |
|                                                                           | Geneviève Lemoine Lutte ouvrière                                                                       | 344                       | 0,96                      |                          |                          |
|                                                                           | Charles-Henri Gallois Divers (Union populaire républicaine)                                            | 282                       | 0,79                      |                          |                          |
|                                                                           | Mohamed Lagrib Divers droite (La France qui ose)                                                       | 236                       | 0,66                      |                          |                          |
|                                                                           | Julien Gonzalez Écologiste (Mouvement 100 %)                                                           | 194                       | 0,54                      |                          |                          |
|                                                                           | Michel Estorge Parti radical de gauche (Union des démocrates et des écologistes - Génération écologie) | 142                       | 0,40                      |                          |                          |
| Source : Ministère de l'Intérieur - Première circonscription de la Nièvre | |                           |                           |                          |                          |

#### Deuxième circonscription
Député sortant : Christian Paul (Parti socialiste).
|                                                                           |                                                                       |                           |                           |                          |                          |
|                                                                           |                                                                       | Premier tour 11 juin 2017 | Premier tour 11 juin 2017 | Second tour 18 juin 2017 | Second tour 18 juin 2017 |
|                                                                           |                                                                       |                           |                           |                          |                          |
|                                                                           |                                                                       | Nombre                    | % des inscrits            | Nombre                   | % des inscrits           |
| Inscrits                                                                  | Inscrits                                                              | 82 379                    | 100,00                    | 82 375                   | 100,00                   |
| Abstentions                                                               | Abstentions                                                           | 38 447                    | 46,67                     | 42 850                   | 52,02                    |
| Votants                                                                   | Votants                                                               | 43 932                    | 53,33                     | 39 525                   | 47,98                    |
|                                                                           |                                                                       |                           | % des votants             |                          | % des votants            |
| Bulletins blancs                                                          | Bulletins blancs                                                      | 785                       | 1,79                      | 2 960                    | 7,49                     |
| Bulletins nuls                                                            | Bulletins nuls                                                        | 432                       | 0,98                      | 1 996                    | 5,05                     |
| Suffrages exprimés                                                        | Suffrages exprimés                                                    | 42 715                    | 97,23                     | 34 569                   | 87,46                    |
|                                                                           |                                                                       |                           |                           |                          |                          |
| Étiquette politique                                                       | Étiquette politique                                                   | Voix                      | % des exprimés            | Voix                     | % des exprimés           |
|                                                                           |                                                                       |                           |                           |                          |                          |
|                                                                           | Patrice Perrot La République en marche                                | 14 441                    | 33,81                     | 18 883                   | 54,62                    |
|                                                                           | Christian Paul (député sortant) Parti socialiste                      | 7 812                     | 18,29                     | 15 686                   | 45,38                    |
|                                                                           | Harold Blanot Front national                                          | 6 485                     | 15,18                     |                          |                          |
|                                                                           | Marie-Anne Guillemain La France insoumise                             | 4 342                     | 10,17                     |                          |                          |
|                                                                           | Annie Legrain Les Républicains (Union des démocrates et indépendants) | 3 804                     | 8,91                      |                          |                          |
|                                                                           | Monique Choquel Parti communiste français                             | 1 523                     | 3,57                      |                          |                          |
|                                                                           | Fabienne Cardot Divers droite (577-Les Indépendants)                  | 1 199                     | 2,81                      |                          |                          |
|                                                                           | Patrick Vanhersecke Debout la France                                  | 808                       | 1,89                      |                          |                          |
|                                                                           | Gilbert Champagne Europe Écologie Les Verts                           | 787                       | 1,84                      |                          |                          |
|                                                                           | Jean de Rohan-Chabot Divers (Union populaire républicaine)            | 412                       | 0,96                      |                          |                          |
|                                                                           | Bernard Gagnepain Écologiste (Mouvement 100 %)                        | 397                       | 0,93                      |                          |                          |
|                                                                           | Henri Massol Extrême droite (Union des Patriotes)                     | 396                       | 0,93                      |                          |                          |
|                                                                           | Dominique Dupuis Lutte ouvrière                                       | 309                       | 0,72                      |                          |                          |
| Source : Ministère de l'Intérieur - Deuxième circonscription de la Nièvre |                                                                       |                           |                           |                          |                          |